# Alypia
Alypia is een geslacht van vlinders van de familie Uilen (Noctuidae), uit de onderfamilie Agaristinae.

## Soorten
- A. australis Schaus, 1920
- A. brannani Stretch, 1872
- A. dipsaci Grote & Robinson, 1868
- A. disparata H.Edw., 1884
- A. gracilenta Graef., 1887
- A. langtonii Couper., 1865
- A. lulesa Köhler, 1940
- A. lunata Stretch, 1872
- A. maccullochii Kirby, 1837
- A. mariposa Grote & Robinson, 1868
- A. octomaculata Fabricius, 1775
- A. ornata Jörgensen, 1935
- A. ridingsii Grote, 1864
- A. wittfeldii H.Edw., 1883